# Ярды, Валерий Николаевич
Валерий Николаевич Ярды (18 января 1948, Шумерлинский муниципальный округ, Чувашская АССР — 1 августа 1994, Чебоксары, Россия) — советский шоссейный велогонщик, заслуженный мастер спорта СССР (1970) по велосипедному спорту. Олимпийский чемпион (1972), чемпион мира (1970).

## Биография

### Происхождение
Родился в деревне Бреняши Шумерлинского района Чувашской АССР. Оставшись с малых лет без отца, жил с матерью Таисией Илларионовной в общежитии в городе Шумерля. Учился в школе-интернат в посёлке Саланчик, где в 12-летнем возрасте, благодаря учителю физкультуры Владимиру Ивановичу Поликарпову, увлёкся лыжами, бегом на длинные дистанции и велосипедом. Первый успех Валерием Ярды был достигнут на районных соревнованиях по лыжам на призы газеты «Пионерская правда».
После окончания учёбы поступил работать слесарем на Шумерлинский комбинат автофургонов, где и продолжал тренировки.

### Спортивная карьера
В 1967 году тренер спортивной секции А. Макаров (мастер спорта СССР), пригласил Валерия в клуб г. Риги, где он выполнил норматив мастера спорта СССР. В Риге Ярды был призван в ряды Советской Армии, он стал участником армейских велосипедных соревнований. Гонщика заметил неоднократный чемпион страны и Олимпийских игр, армейский тренер Виктор Капитонов, который включил Валерия в сборную команду страны.
В 1968 году в составе олимпийской сборной Ярды принимал участие в XIX Олимпийских играх. В 1969 году в составе армейской команды стал чемпионом СССР в командной гонке на 100 км.
Одним из тренеров спортсмена по велоспорту был Владимир Петрович Петров.
В сентябре 1969 года Валерий Ярды становится студентом вновь открытого факультета физического воспитания Чувашского государственного педагогического института имени И. Я. Яковлева.
В августе 1970 года на чемпионате мира в Англии Ярды в составе советской команды (квартета) выиграл звание чемпиона мира.
В 1972 году в Мюнхене на XX летних Олимпийских играх команда советских велосипедистов поднялась на высшую ступень пьедестала почёта. Валерий Ярды вместе со своими товарищами по команде стал олимпийским чемпионом по велосипедному спорту.
Умер 1 августа 1994 года.

## Победы
- чемпион XX летних Олимпийских игр (1972 год)
- чемпион мира (1970 год) в командной шоссейной гонке на 100 километров
- чемпион и рекордсмен СССР (1969—1972 годы) по велосипедному спорту

## Награды
- Орден «Знак Почёта»
- Медаль «За трудовое отличие»
- Почётные грамоты

## Память

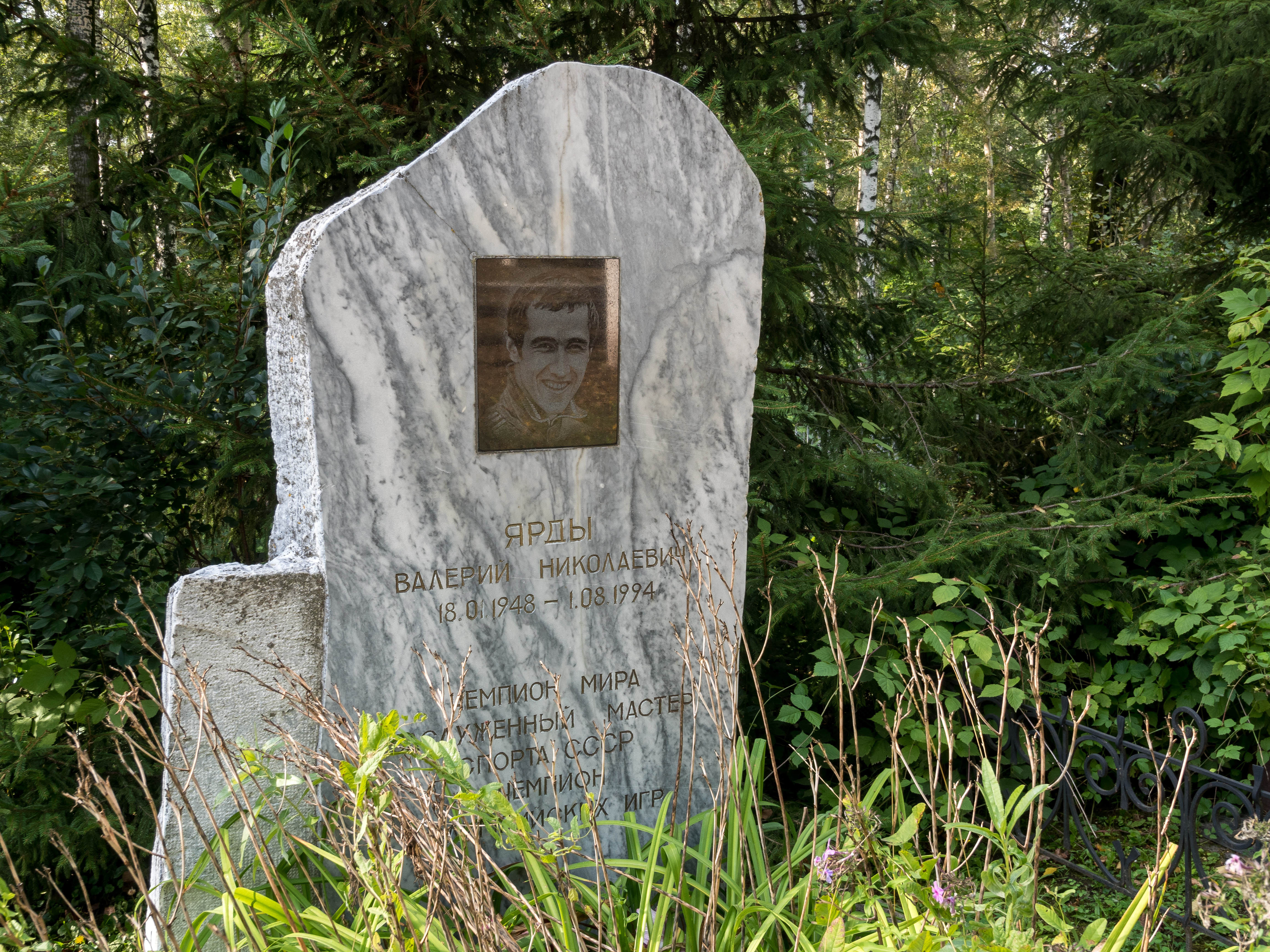
Могила В. Н. Ярды в Чебоксарах

Похоронен на мемориальном кладбище города Чебоксары.
Именем Валерия Ярды названа одна из улиц города Чебоксары и Республиканская специализированная спортивная школа олимпийского резерва.
В деревне Бреняши Шумерлинского района установлен в 2022 году бюст.